# Стратфорд (станция)
Стратфорд (англ. Stratford) — это многоуровневая пересадочная станция лондонского метрополитена, которая обслуживает район Ньюэм. Пересадка на линии Лондонского метро (Центральная и Юбилейная), Доклендского лёгкого метро, Лондонского надземного метро (линия Северного Лондона), Great Eastern Main Line, c2c.
В Лондонском метрополитене на Центральной линии — это промежуточная станция между «Майл-Энд» и «Лейтон», на Юбилейной линии — конечная станция.
На линии Доклендского метро — промежуточная станция между Статфорд-хай-стрит и Статфорд-Международная.
На сети Лондонского надземного метро — конечная станция линии Северного Лондона (англ. North London line).